# Фокмачта
Фокмачта (на нидерландски: fokkemast) е първата, най-близка до носа на кораба мачта на ветроходните кораби с три или повече мачти. На двумачтов кораб, ако главната, най-висока, мачта е по-близо до носа кораба има гротмачта и бизанмачта (от носа към кърмата). Обратно ако на двумачтов кораб главната мачта е по-близо до кърмата, то кораба има фок- и гротмачти.
Фокмачтата е наречена така заради фока – най-долното право ветрило, което е закрепено към нея.
Фокмачтата се състои (от долу нагоре) от:
- долна фокмачта
- форстенга
- форбрамстенга
- най-отгоре може да е разположен флагщока.[1]

Такелажът и останалите части, разположени на фокмачтата, носят представка „фок-“, ако са разположени в долната част на кораба под стенгите, и „фор-“, ако са по-нагоре.
Реите, разположени на фокмачтата са:
- фокрея – най-долната рея, където се закача фокът;
- формарсрея;
- форбрамрея;
- форбомбрамрея;
- фортрюмрея;
- формунрея.

Брасовете, с които се натяга фокмачтатата са например:
- фокбрас – за фокмачтата;
- форбомбрамбрас – за най-горната част на фокмачтата.

Вантите към фокмачтата се наричат фокванти.
Частта на кораба от форщевена до фокмачтата се нарича бак.